# Ministerio de Servicios Religiosos de Israel
El Ministerio de Servicios Religiosos (en hebreo: המשרד לשירותי דת, transliteración: HaMisrad leSherutay Dat), previamente llamado Ministerio de Asuntos Religiosos y Ministerio de Religión, es un ministerio del gobierno de Israel que se encarga de los asuntos religiosos judíos.

## Responsabilidades
El Ministerio de Servicios Religiosos nombra consejos religiosos y cubre el 40% del déficit de los presupuestos aprobados para las instalaciones y los servicios religiosos; otorga asistencia financiera a las yeshivas; planea y financia la construcción y renovación de las sinagogas y baños rituales; supervisa los lugares sagrados judíos; organiza actividades de enseñanza y divulgación de la Torá; organiza celebraciones religiosas públicas; cultiva vínculos religiosos con judíos de la diáspora; certifica el cashrut en las instituciones públicas y gubernamentales; coordina los servicios religiosos de los grupos no judíos en Israel; planea la educación religiosa complementaria para jóvenes de escasos recursos; proporciona artículos rituales judíos a los nuevos inmigrantes, las escuelas y los necesitados; y proporciona los presupuestos para el Gran Rabinato y tribunales rabínicos.

## Ministro de Servicios Religiosos
El Ministro de Servicios Religiosos de Israel (en hebreo: שר לשירותי דת, transliteración: Sar LeShirutei Dat) es el jefe político del Ministerio de Servicios Religiosos y detenta una posición relativamente menor en el gabinete israelí. El actual ministro es David Azulai del partido Shas.
El puesto se incluyó en el gobierno provisional de 1948, y fue conocido inicialmente como el ministro de Religiones y Víctimas de Guerra. Tras la formación del segundo gobierno, el 8 de octubre de 1951, se convirtió en el ministro de las Religiones. El 5 de agosto de 1981, el puesto fue rebautizado como Ministro de Asuntos Religiosos. El puesto fue disuelto el 1 de enero de 2004, pero fue restablecido el 14 de enero de 2008.
La mayoría de los titulares del cargo han sido judíos religiosos, aunque algunos eran seculares. Haim Yosef Zadok, un judío secular, sirvió en dos ocasiones, en 1974 y 1977. Durante sus breves períodos, Zadok trabajó para agilizar el funcionamiento de los tribunales rabínicos y fortalecer las relaciones con los líderes religiosos de todas las creencias. Zeraj Warhaftig es el tiempo que más ha servido en el cargo: durante más de 12 años, entre 1961 y 1974. En el gobierno de Benjamin Netanyahu, la cartera cambió de manos en seis ocasiones, con cuatro personas en ejercicio del cargo (Netanyahu 3 veces y Eli Suissa, 2 veces).

## Lista de ministros de servicios religiosos
| N.º                                                        | Nombre                                                     | Partido                                                    | Duración del cargo                                         | Duración del cargo                                         |                                                            |
| Ministro de Religiones y Víctimas de la Guerra (1948–1951) | Ministro de Religiones y Víctimas de la Guerra (1948–1951) | Ministro de Religiones y Víctimas de la Guerra (1948–1951) | Ministro de Religiones y Víctimas de la Guerra (1948–1951) | Ministro de Religiones y Víctimas de la Guerra (1948–1951) | Ministro de Religiones y Víctimas de la Guerra (1948–1951) |
| ---------------------------------------------------------- | ---------------------------------------------------------- | ---------------------------------------------------------- | ---------------------------------------------------------- | ---------------------------------------------------------- | ---------------------------------------------------------- |
| 1                                                          | Yehuda Leib Maimon                                         | Mizrachi Frente Unido Religioso                            | 14 de mayo de 1948                                         | 8 de octubre de 1951                                       |                                                            |
| Ministro de Religiones (1951–1981)                         |                                                            |                                                            |                                                            |                                                            |                                                            |
| 2                                                          | Haim-Moshe Shapira                                         | Hapoel HaMizrachi Partido Nacional Religioso               | 8 de octubre de 1951                                       | 1 de julio de 1958                                         |                                                            |
| 3                                                          | Ya'akov Moshe Toledano                                     | Independiente                                              | 3 de diciembre de 1958                                     | 15 de octubre de 1960                                      |                                                            |
| 4                                                          | Zerach Warhaftig                                           | Partido Nacional Religioso                                 | 2 de noviembre de 1961                                     | 10 de marzo de 1974                                        |                                                            |
| 5                                                          | Yitzhak Rafael                                             | Partido Nacional Religioso                                 | 10 de marzo de 1974                                        | 3 de junio de 1974                                         |                                                            |
| (4)                                                        | Haim Yosef Zadok                                           | Alineamiento (Laborista)                                   | 3 de junio de 1974                                         | 29 de octubre de 1974                                      |                                                            |
| (5)                                                        | Yitzhak Rafael                                             | Partido Nacional Religioso                                 | 30 de octubre de 1974                                      | 22 de diciembre de 1976                                    |                                                            |
| (4)                                                        | Haim Yosef Zadok                                           | Alineamiento (Laborista)                                   | 16 de enero de 1977                                        | 20 de junio de 1977                                        |                                                            |
| 6                                                          | Aharon Abuhatzira                                          | Partido Nacional Religioso                                 | 20 de junio de 1977                                        | 5 de agosto de 1981                                        |                                                            |
| Ministro de Asuntos Religiosos (1981–2003)                 |                                                            |                                                            |                                                            |                                                            |                                                            |
| 7                                                          | Yosef Burg                                                 | Partido Nacional Religioso                                 | 5 de agosto de 1981                                        | 13 de septiembre de 1984                                   |                                                            |
| –                                                          | Shimon Peres (como PM)                                     | Alineamiento (Laborista)                                   | 13 de septiembre de 1984                                   | 23 de diciembre de 1984                                    |                                                            |
| (7)                                                        | Yosef Burg                                                 | Partido Nacional Religioso                                 | 13 de septiembre de 1984                                   | 5 de octubre de 1986                                       |                                                            |
| 8                                                          | Zevulun Hammer                                             | Partido Nacional Religioso                                 | 7 de octubre de 1986                                       | 11 de junio de 1990                                        |                                                            |
| 9                                                          | Avner Shaki                                                | Partido Nacional Religioso                                 | 11 de junio de 1990                                        | 13 de julio de 1992                                        |                                                            |
| 10                                                         | Yitzhak Rabin (como PM)                                    | Laborista                                                  | 13 de julio de 1992                                        | 27 de febrero de 1995                                      |                                                            |
| 11                                                         | Shimon Sheetrit                                            | Laborista                                                  | 27 de febrero de 1995                                      | 18 de junio de 1996                                        |                                                            |
| –                                                          | Benjamin Netanyahu (como PM)                               | Likud                                                      | 18 de junio de 1996                                        | 7 de agosto de 1996                                        |                                                            |
| 12                                                         | Eli Suissa                                                 | Shas                                                       | 7 de agosto de 1996                                        | 12 de agosto de 1997                                       |                                                            |
| –                                                          | Benjamin Netanyahu (como PM)                               | Likud                                                      | 12 de agosto de 1997                                       | 22 de agosto de 1997                                       |                                                            |
| (8)                                                        | Zevulun Hammer                                             | Partido Nacional Religioso                                 | 22 de agosto de 1997                                       | 20 de enero de 1998                                        |                                                            |
| –                                                          | Benjamin Netanyahu (como PM)                               | Likud                                                      | 20 de enero de 1998                                        | 25 de febrero de 1998                                      |                                                            |
| 13                                                         | Yitzhak Levy                                               | Partido Nacional Religioso                                 | 25 de febrero de 1998                                      | 13 de septiembre de 1998                                   |                                                            |
| (12)                                                       | Eli Suissa                                                 | Shas                                                       | 13 de septiembre de 1998                                   | 6 de julio de 1999                                         |                                                            |
| 14                                                         | Yitzhak Cohen                                              | Shas                                                       | 6 de julio de 1999                                         | 11 de julio de 2000                                        |                                                            |
| 15                                                         | Yossi Beilin                                               | Un Israel (Laborista)                                      | 11 de octubre de 2000                                      | 7 de marzo de 2001                                         |                                                            |
| 16                                                         | Asher Ohana                                                | Shas (independiente)                                       | 7 de marzo de 2001                                         | 28 de febrero de 2003                                      |                                                            |
| –                                                          | Ariel Sharon (como PM)                                     | Likud                                                      | 28 de febrero de 2003                                      | 31 de diciembre de 2003                                    |                                                            |
| Ministerio abolido en 2003.                                |                                                            |                                                            |                                                            |                                                            |                                                            |
| Ministro de Servicios Religiosos (2008– )                  |                                                            |                                                            |                                                            |                                                            |                                                            |
| (14)                                                       | Yitzhak Cohen                                              | Shas                                                       | 14 de enero de 2008                                        | 31 de marzo de 2009                                        |                                                            |
| 17                                                         | Ya'akov Margi                                              | Shas                                                       | 31 de marzo de 2009                                        | 18 de marzo de 2013                                        |                                                            |
| 18                                                         | Naftali Bennett                                            | La Casa Judía                                              | 18 de marzo de 2013                                        | 14 de mayo de 2015                                         |                                                            |
| 19                                                         | David Azulai                                               | Shas                                                       | 14 de mayo de 2015                                         | En el cargo                                                |                                                            |

1. ↑  Falleció en el cargo.
2. ↑  Falleció en el cargo

### Viceministros
| N.º | Nombre                   | Partido                                      | Duración del cargo      | Duración del cargo       |
| --- | ------------------------ | -------------------------------------------- | ----------------------- | ------------------------ |
| 1   | Zerach Warhaftig         | Hapoel HaMizrachi Partido Nacional Religioso | 5 de enero de 1953      | 26 de enero de 1954      |
| 1   | Zerach Warhaftig         | Hapoel HaMizrachi Partido Nacional Religioso | 9 de enero de 1956      | 1 de julio de 1958       |
| 2   | Binyamin Shahor          | Partido Nacional Religioso                   | 1 de febrero de 1966    | 17 de noviembre de 1969  |
| 3   | Haim Drukman             | Partido Nacional Religioso                   | 11 de agosto de 1981    | 2 de marzo de 1982       |
| 4   | Moshe Gafni              | Degel HaTorah                                | 23 de julio de 1990     | 13 de julio de 1992      |
| 5   | Rafael Pinhasi           | Shas                                         | 31 de diciembre de 1992 | 14 de septiembre de 1993 |
| 6 7 | Aryeh Gamliel Yigal Bibi | Shas Partido Nacional Religioso              | 13 de agosto de 1996    | 22 de agosto de 1997     |
| 7   | Yigal Bibi               | Partido Nacional Religioso                   | 22 de agosto de 1997    | 24 de agosto de 1997     |
| 6 7 | Aryeh Gamliel Yigal Bibi | Shas Partido Nacional Religioso              | 24 de agosto de 1997    | 20 de enero de 1998      |
| 6 7 | Aryeh Gamliel Yigal Bibi | Shas Partido Nacional Religioso              | 25 de febrero de 1998   | 6 de julio de 1999       |
| 7   | Yigal Bibi               | Partido Nacional Religioso                   | 5 de agosto de 1999     | 12 de julio de 2000      |
| 8   | Eli Ben-Dahan            | La Casa Judía                                | 18 de marzo de 2013     | 14 de mayo de 2015       |